# Escalos de Baixo e Mata
Escalos de Baixo e Mata (oficialmente: União das Freguesias de Escalos de Baixo e Mata) é uma freguesia portuguesa do município de Castelo Branco, com 70,07 km² de área e 1038 habitantes (censo de 2021). A sua densidade populacional é 14,8 hab./km².

## História
Foi constituída em 2013, no âmbito de uma reforma administrativa nacional, pela agregação das antigas freguesias de Escalos de Baixo e Mata e tem a sede em Escalos de Baixo.

## Demografia
A população registada nos censos foi:
| Distribuição da População por Grupos Etários | Distribuição da População por Grupos Etários | Distribuição da População por Grupos Etários | Distribuição da População por Grupos Etários | Distribuição da População por Grupos Etários | Distribuição da População por Grupos Etários |
| -------------------------------------------- | -------------------------------------------- | -------------------------------------------- | -------------------------------------------- | -------------------------------------------- | -------------------------------------------- |
| Antes da agregação                           |                                              |                                              |                                              |                                              |                                              |
| Ano                                          | 0-14 anos                                    | 15-24 anos                                   | 25-64 anos                                   | >= 65 anos                                   | Total                                        |
| 2001                                         | 146                                          | 182                                          | 724                                          | 484                                          | 1536                                         |
| 2011                                         | 109                                          | 77                                           | 598                                          | 432                                          | 1216                                         |
| Após a agregação                             |                                              |                                              |                                              |                                              |                                              |
| Ano                                          | 0-14 anos                                    | 15-24 anos                                   | 25-64 anos                                   | >= 65 anos                                   | Total                                        |
| 2021                                         | 87                                           | 71                                           | 443                                          | 437                                          | 1038                                         |